# Diplotaxis erucoides
Diplotaxis erucoides es una especie de planta herbácea del género Diplotaxis, familia Brassicaceae, extendida por la cuenca del Mediterráneo.

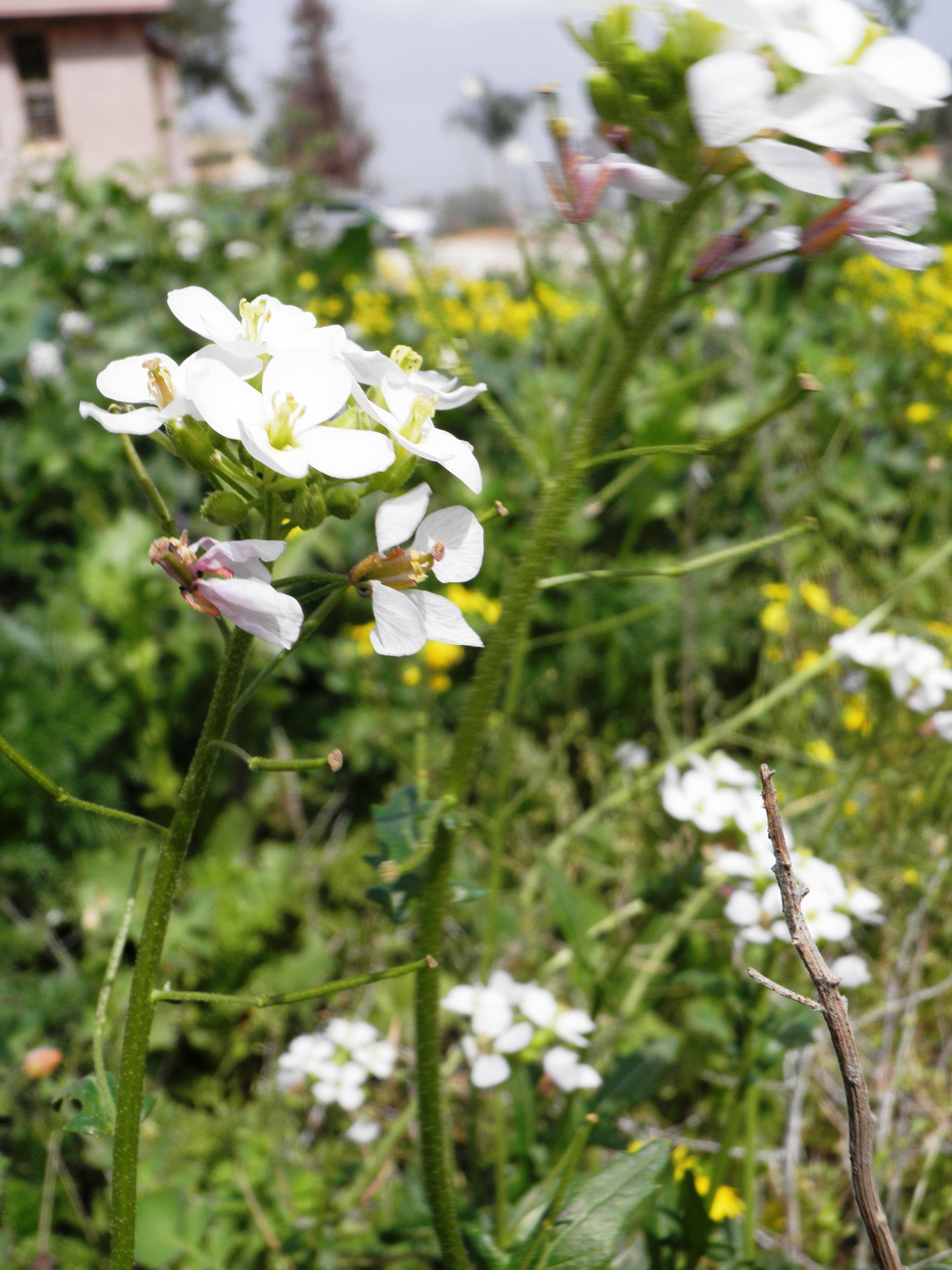
Vista de la planta

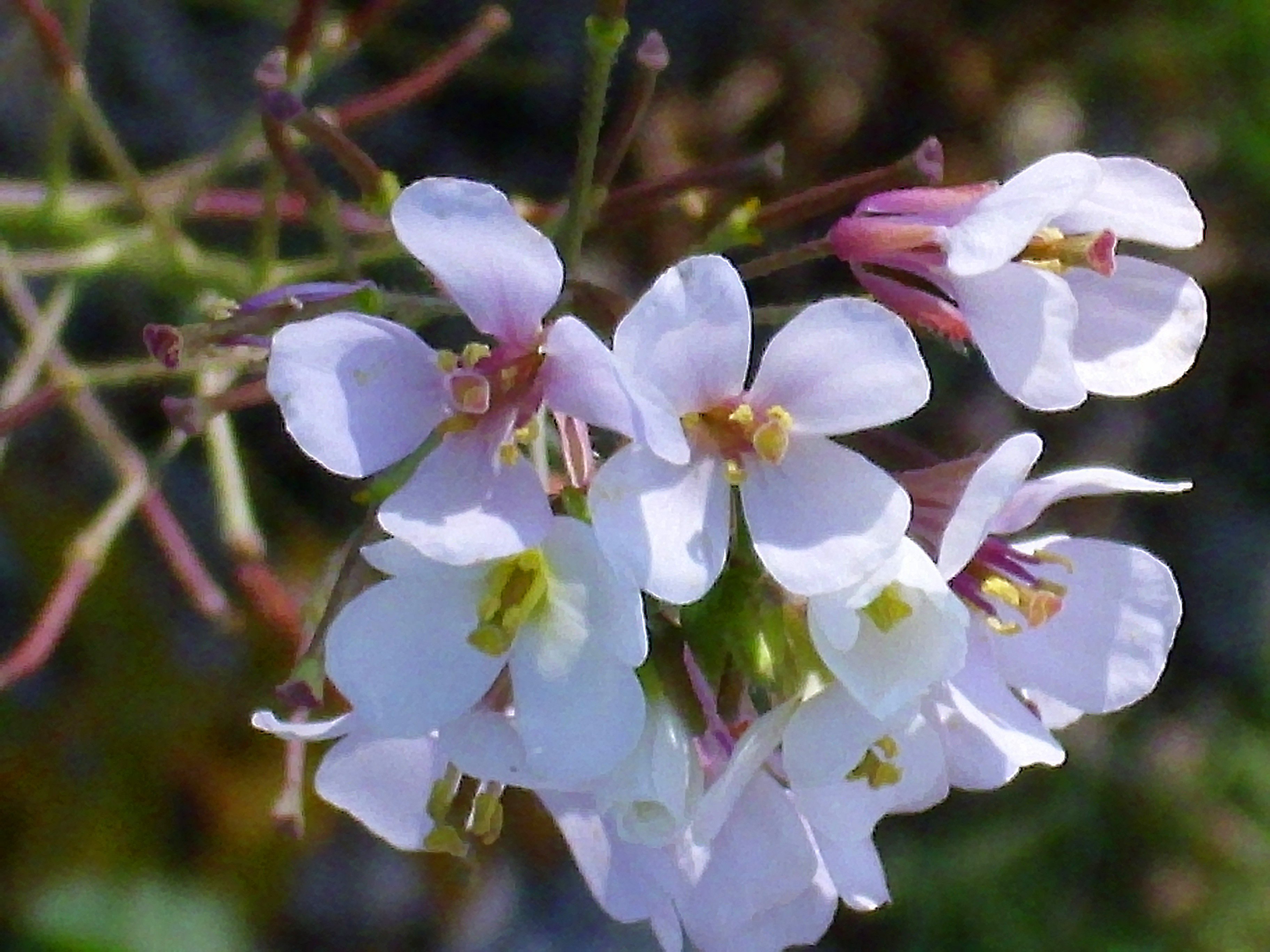
Flores

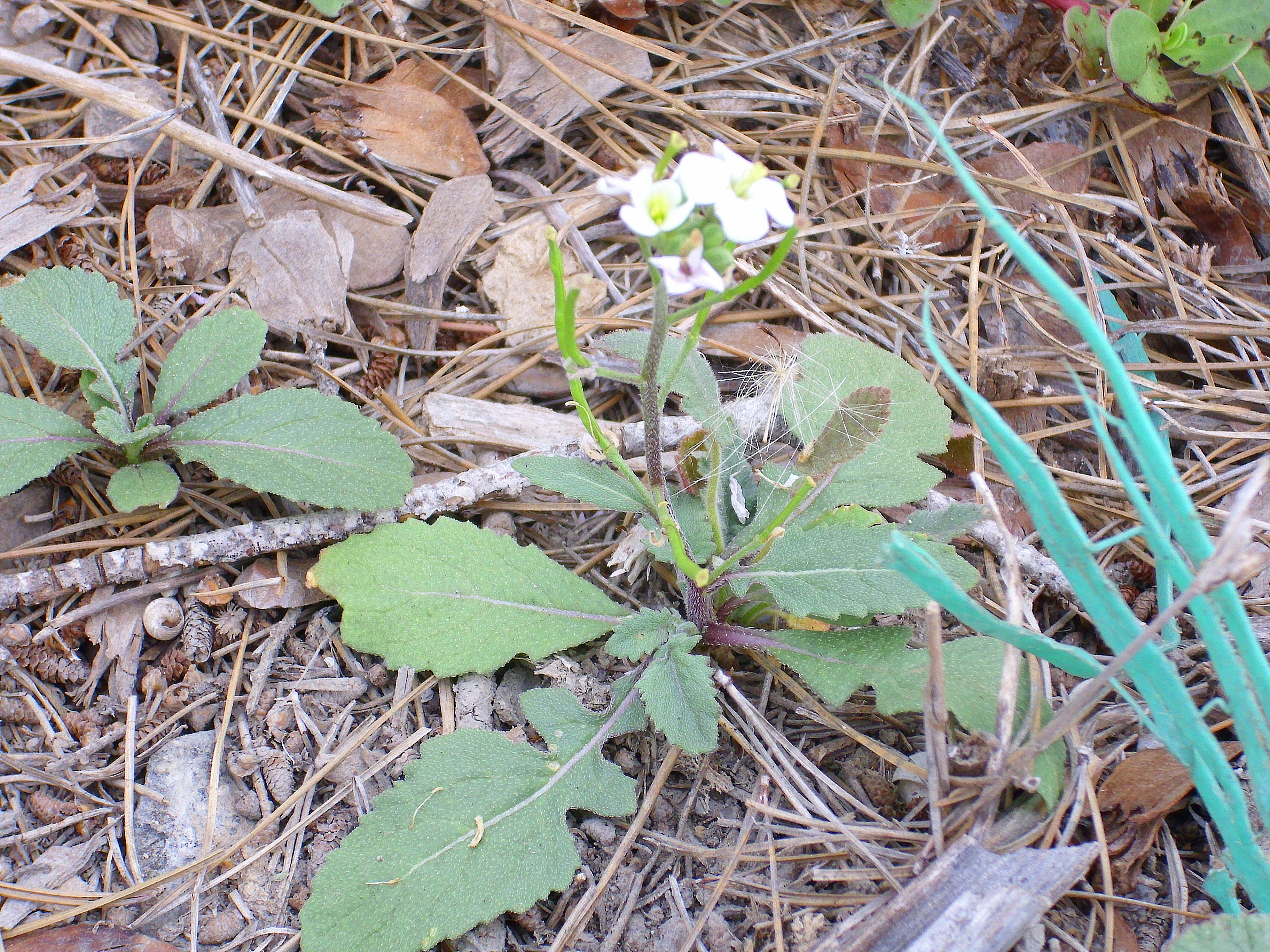
En su hábitat

## Descripción
Es una planta herbácea con hojas irregulares y flores blancas de 4 pétalos con disposición en cruz, 6 estambres en 2 niveles. Presenta cáliz y estambres en la misma flor, también hay sépalos. Florece a finales de invierno y principios de primavera. Las semillas se encuentran en vainas dehiscentes con disposición en doble fila, raíz típica, alrededor de un eje central. Es considerada habitualmente como una mala hierba.
Es una de las hierbas más abundantes durante el otoño y el invierno en los campos de cultivo, aunque puede estar en flor en cualquier época del año. Germina rápidamente después de las primeras lluvias, y en pocas semanas florece y cubre de blanco los campos, a menudo coexistiendo con la caléndula (Calendula arvensis) con sus flores naranjas. Como todas las crucíferas, ésta tiene cuatro pétalos en cruz y las hojas muy recortadas.

## Usos
Se trata de una planta comestible, aunque en la actualidad su uso culinario es más bien escaso. Sus semillas son conocidas popularmente como "wasabi mediterráneo" y las hojas tienen un sabor entre el de la rúcula y el de la mostaza.
En la antigüedad se comía cruda en ensaladas o se utilizaba en caldos.

## Taxonomía
Diplotaxis erucoides fue descrita  por Augustin Pyrame de Candolle y publicado en Regni Vegetabilis Systema Naturale 2: 631. 1821.
Etimología
Diplotaxis: nombre genérico que deriva del  griego Diplotaxis = doble orden, refiriéndose a las semillas  que se disponen en dos hileras en el fruto.
erucoides: epíteto latíno que significa "como Eruca"
Sinonimia
| - Brassica erucoides (L.) Boiss. - Brassica hispida Ten. - Diplotaxis hispidula (Ten.) Ten. - Diplotaxis leiocarpa Gand. - Diplotaxis longisiliqua Gand. - Diplotaxis platystylos Willk. - Diplotaxis ruscinonensis Gand. - Diplotaxis sagoti Gand. - Diplotaxis valentina Pau - Diplotaxis virgata f. platystylos (Willk.) Nègre - Diplotaxis virgata subvar. platystylos (Willk.) Nègre - Diplotaxis virgata var. platystylos (Willk.) Nyman - Diplotaxis virgata var. platystylos (Willk.) Willk. in Willk. & Lange - Eruca hispida (Ten.) DC. - Sinapis erucoides L. - Sisymbrium erucoides (L.) Desf. |

## Nombres comunes
- Castellano: jaramago, jaramago blanco, oruga silvestre, rabaniza, rabaniza blanca, rabaniza citrons, roqueta,[2] Billoreta.[3]